# Karl Wilhelm Gropius
Pour les articles homonymes, voir Gropius.
Karl Wilhelm Gropius (né le 4 avril 1793 à Brunswick, mort le 20 février 1870 à Berlin) est un peintre allemand.

## Biographie
Gropius se forme à Berlin à la peinture de paysage auprès de Karl Friedrich Schinkel. À Paris, il fait connaissance du diorama de Louis Daguerre et de Charles Marie Bouton. Il voyage en Italie et en Grèce et rapporte des points de vue dont il fait un diorama en 1827. Il se consacre également à la peinture décorative et travaille en 1819 pour des théâtres berlinois. Ainsi il conçoit les décors pour la première de Der Freischütz, l'opéra de Carl Maria von Weber, au Theater am Gendarmenmarkt.
Gropius épouse en 1820 Claudine Coste qui meurt sept ans plus tard. Ils ont trois enfants : Paul, Elisabeth et Antonie. Paul (de) sera aussi peintre et succèdera à son père pour les peintures de théâtre. Antonie sera la mère du peintre Paul Flickel.